# Massimo Apollonio
Massimo Apollonio (Casorate Primo, 21 marzo 1970) è un ex ciclista su strada italiano.
Professionista dal 1996 al 2003, ottenne la sua vittoria più importante alla Coppa Agostoni 1997.

## Palmares
- 1993 (dilettanti)

Campionati italiani dilettanti seconda serie, Prova in linea
Coppa d'Inverno
- 1995 (dilettanti)

Coppa Pinot La Versa
Coppa Mobilio Ponsacco
6ª tappa Giro della Valle d'Aosta (Antey-Saint-André > Saint-Vincent)
- 1997 (Scrigno, una vittoria)

Coppa Agostoni
- 2000 (Vini Caldirola, una vittoria)

Criterium d'Abruzzo
- 2001 (Tacconi Sport, una vittoria)

4ª tappa Vuelta a Burgos (Oña > Medina de Pomar)

## Piazzamenti

### Grandi Giri
- Giro d'Italia

1997: 83º
1998: ritirato (alla 7ª tappa)
1999: 98º
2002: 114º
2003: ritirato (alla 18ª tappa)
- Tour de France

2000: 102º
2002: 139º
- Vuelta a España

1996: 25º
1997: 106º
2003: ritirato (alla 7ª tappa)

### Classiche monumento
- Milano-Sanremo

1997: 115º
1999: 151º
2000: 173º
2003: 129º
- Giro delle Fiandre

1997: 74º
1999: 60º
2000: 88º
2003: 40º
- Giro di Lombardia

1996: 17º